# 12e étape du Tour de France 2025
Pour un article plus général, voir Tour de France 2025.
La 12e étape du Tour de France 2025 se déroule le jeudi 17 juillet 2025 entre Auch et Hautacam, sur une distance de 180,6 kilomètres.

## Parcours de l'étape
L'étape du jour propose un parcours exigeant de 180,6 kilomètres à travers les Pyrénées, avec une arrivée en altitude après l'ascension classée hors catégorie d’Hautacam. Après un départ d'Auch, la première moitié de l’étape, relativement roulante, pourrait favoriser la formation d’une échappée composée de coureurs éloignés au classement général. Le parcours s’intensifie après 90 kilomètres avec l’ascension du col du Soulor (11,8 km à 7,3 %, 1re catégorie), avant une longue descente vers le col des Bordères (3,1 km à 7,7 %, 2e catégorie), gravi par un versant inédit. Les coureurs poursuivront ensuite à travers les gorges menant à Argelès-Gazost, avant l’ascension finale vers Hautacam (13,5 km à 7,8 %). Cette montée mythique, théâtre de nombreux duels par le passé, se conclut par une ligne droite de 70 mètres. Le tracé devrait offrir une grande bataille entre les favoris du classement général.

## Déroulement de la course

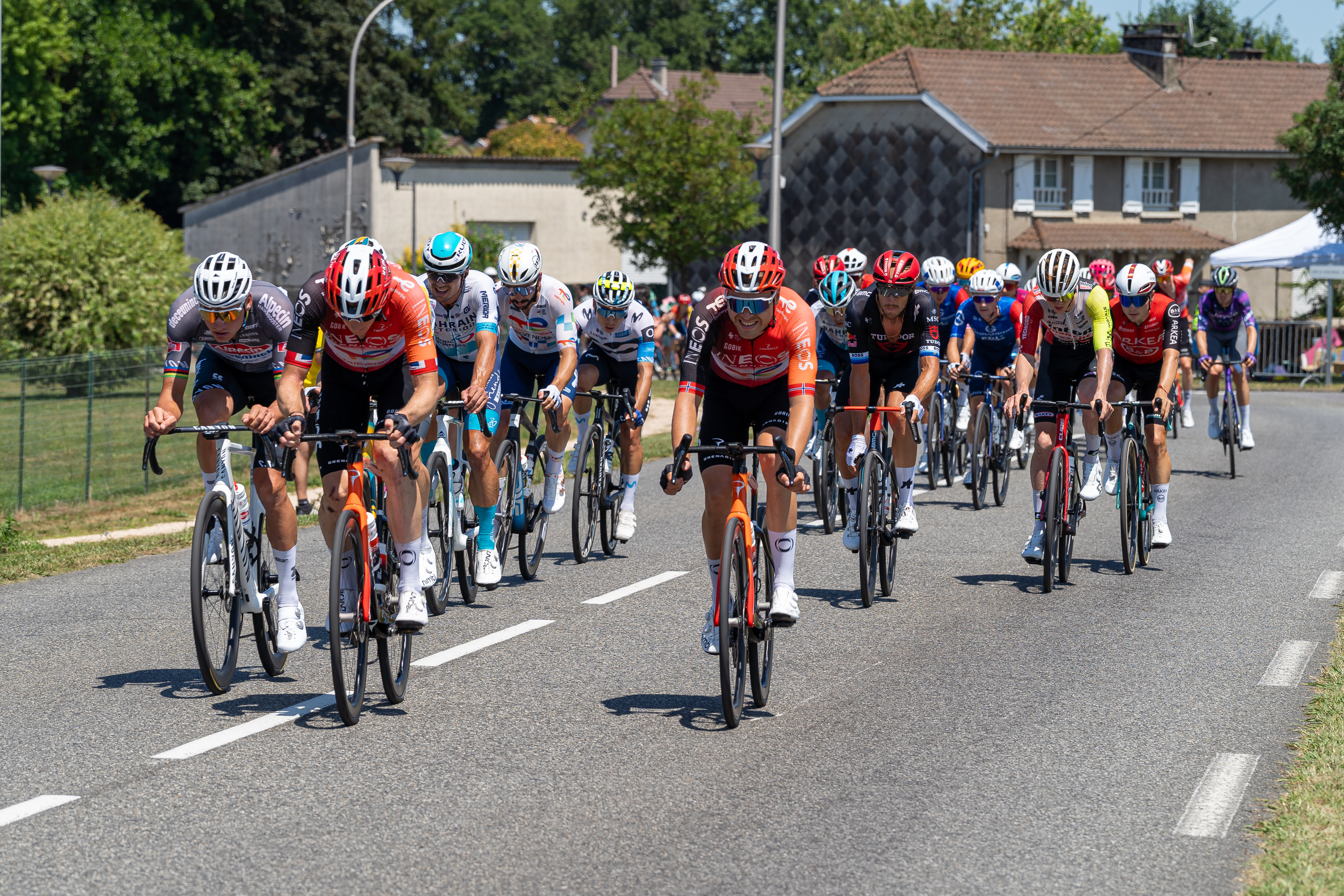
L'échappée à Ger.

Dans les premiers kilomètres, une première échappée de 50 coureurs se dessine à l'avant de la course et compte une trentaine de secondes d'avance puis une minute à 155 kilomètres de l'arrivée. Sous l'impulsion de l'équipe Uno-X Mobility, l'écart se stabilise à 1 minute et 40 secondes à 110 kilomètres de l'arrivée.
Dans la côte de Labatmale (1,3 km à 6,8 %), le Britannique Fred Wright (Bahrain Victorious) passe en tête au sommet. À 80 kilomètres de l'arrivée, le groupe d'échappés possède 1 minute et 45 secondes d'avance sur le peloton.
Dès le début de l'ascension du col du Soulor (11,8 km à 7,3 %), sur la cinquantaine de fugitifs présents à l'avant de la course, de nombreux coureurs lâchent prise. Le groupe compte 2 minutes et 20 secondes d'avance sur le peloton à 57 kilomètres de l'arrivée. Au cours de cette ascension, le maillot à pois Lenny Martinez (Bahrain Victorious) est lâché par l'échappée sous l'impulsion des Ineos Grenadiers. Le maillot blanc Remco Evenepoel (Soudal Quick-Step) est également distancé. Seulement douze hommes restent en tête avec 1 minute d'avance sur le peloton. Le maillot jaune Ben Healy (EF Education-EasyPost) est à son tour distancé et perd du terrain sur le groupe des favoris du classement général. Evenepoel, qui avait été décroché plus tôt, parvient au train à rejoindre Healy. Le Canadien Michael Woods (Israel-Premier Tech), qui fait partie des cinq derniers rescapés de l'échappée, passe en tête au sommet. Le groupe des favoris est alors pointé à 2 minutes et 20 secondes, et Evenepoel à 2 minutes et 55 secondes.
En tête de la course, un trio se forme composé de Michael Woods, Bruno Armirail (Decathlon-AG2R La Mondiale) et Mattias Skjelmose (Lidl-Trek). Le Français Armirail prend le large et, à 35 kilomètres de l'arrivée, compte 1 minute d'avance sur ses quatre poursuivants et près de 2 minutes sur le groupe des favoris mené par Tadej Pogačar (UAE Emirates XRG) et Jonas Vingegaard (Visma-Lease a Bike).
Dans le col des Bordères, le Français creuse un peu plus l'écart avec ses poursuivants. Dans la descente, quelques coureurs réintègrent le groupe Pogačar-Vingegaard parmi lesquels Evenepoel puis Woods, Skjelmose, Storer (Tudor) et García-Pierna (Arkéa-B&B Hotels) qui sont repris à 20 kilomètres du terme de l'étape, formant ainsi un groupe de chasse de 27 hommes comptant deux minutes de retard derrière Armirail.

Passage des coureurs à 200 m de l’arrivée à Hautacam.
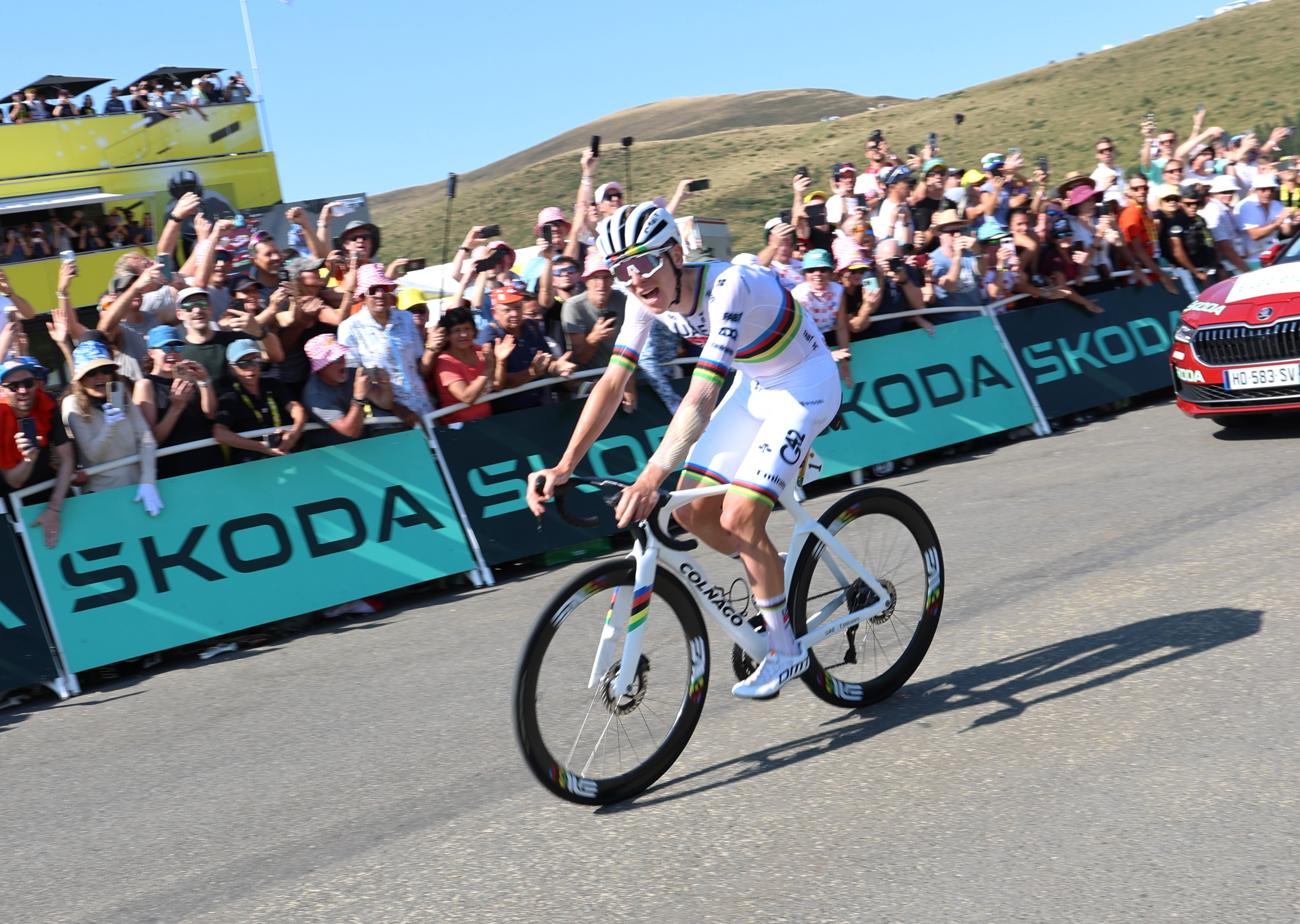
Tadej Pogačar.
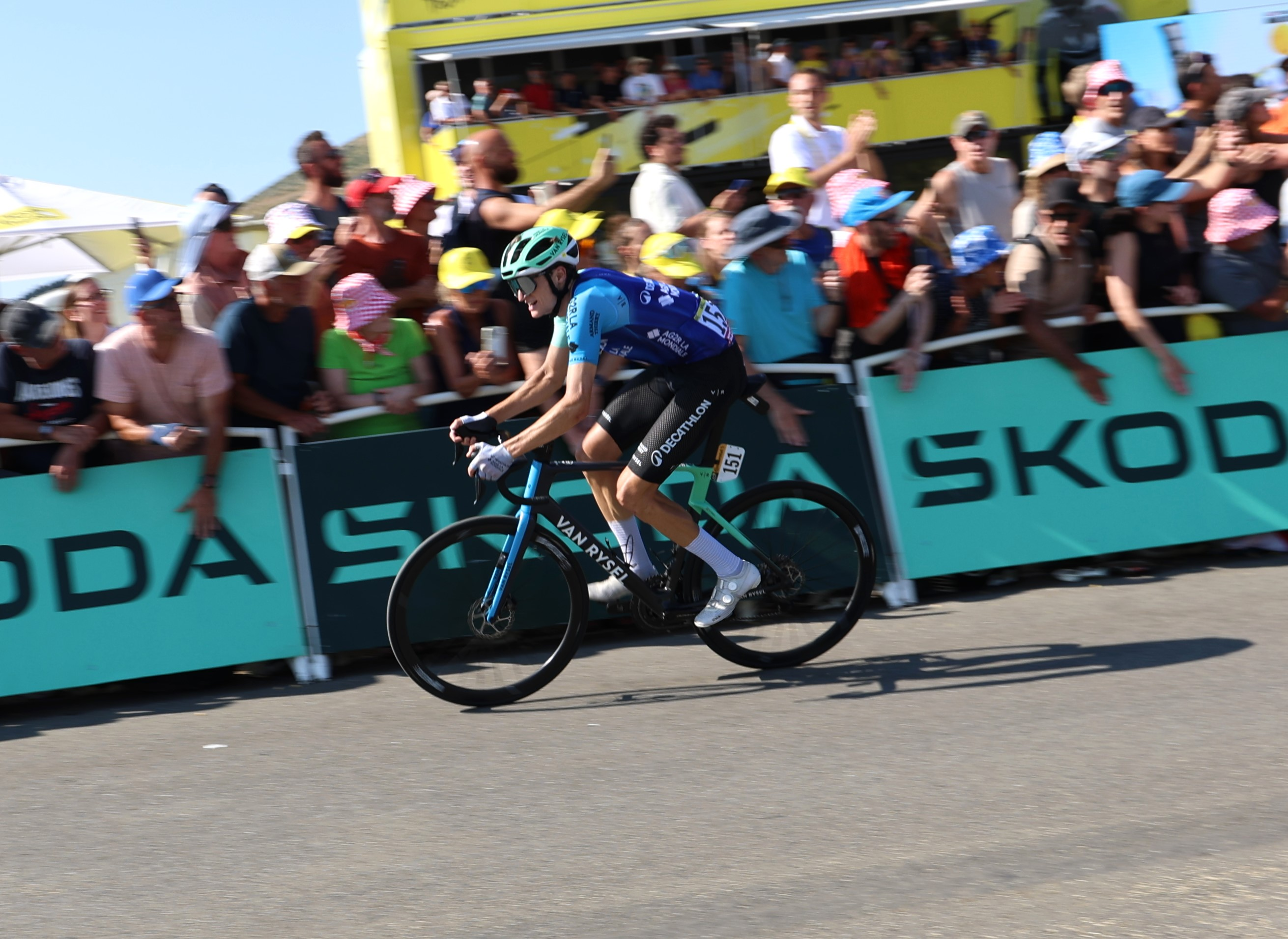
Felix Gall.
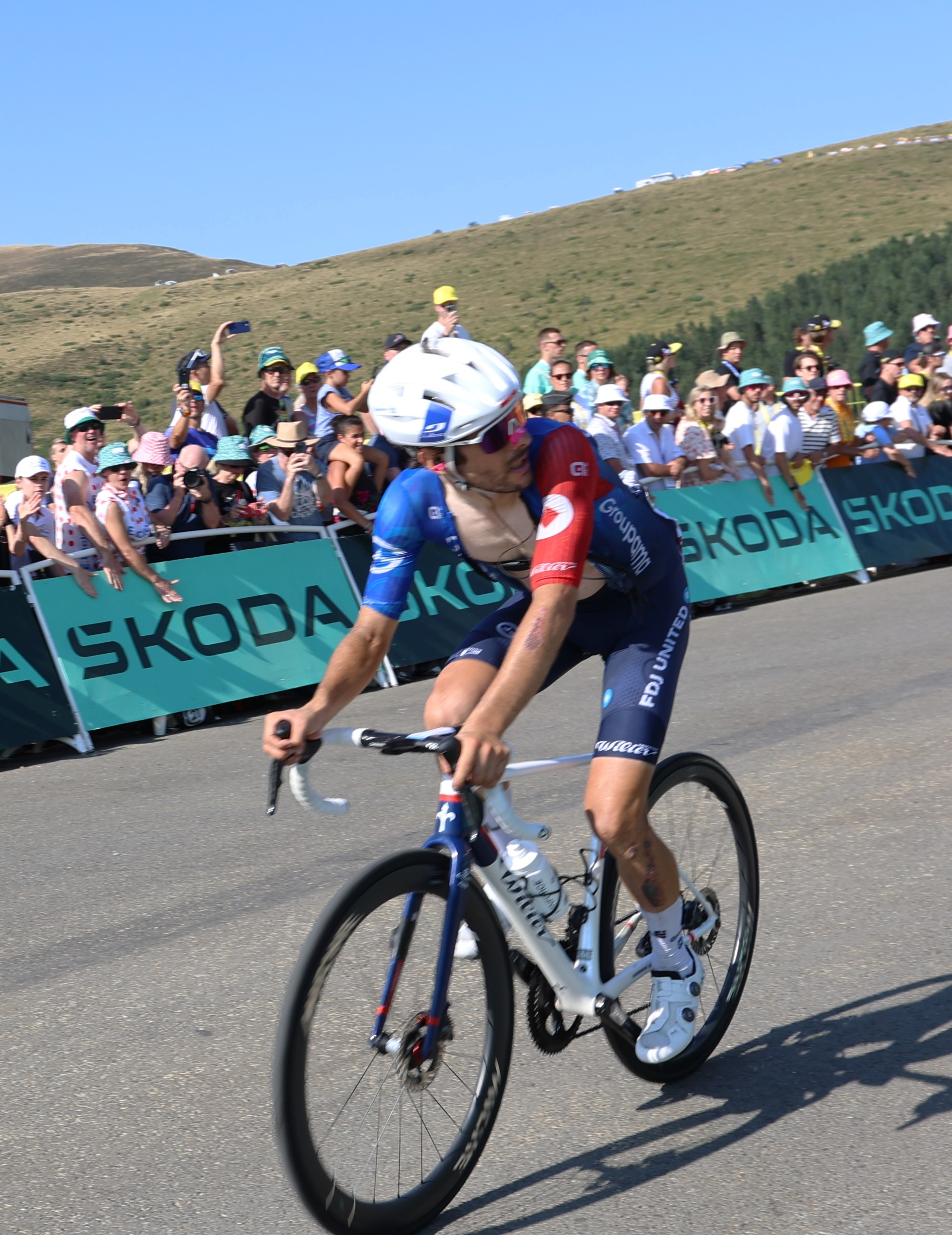
Guillaume Martin-Guyonnet.
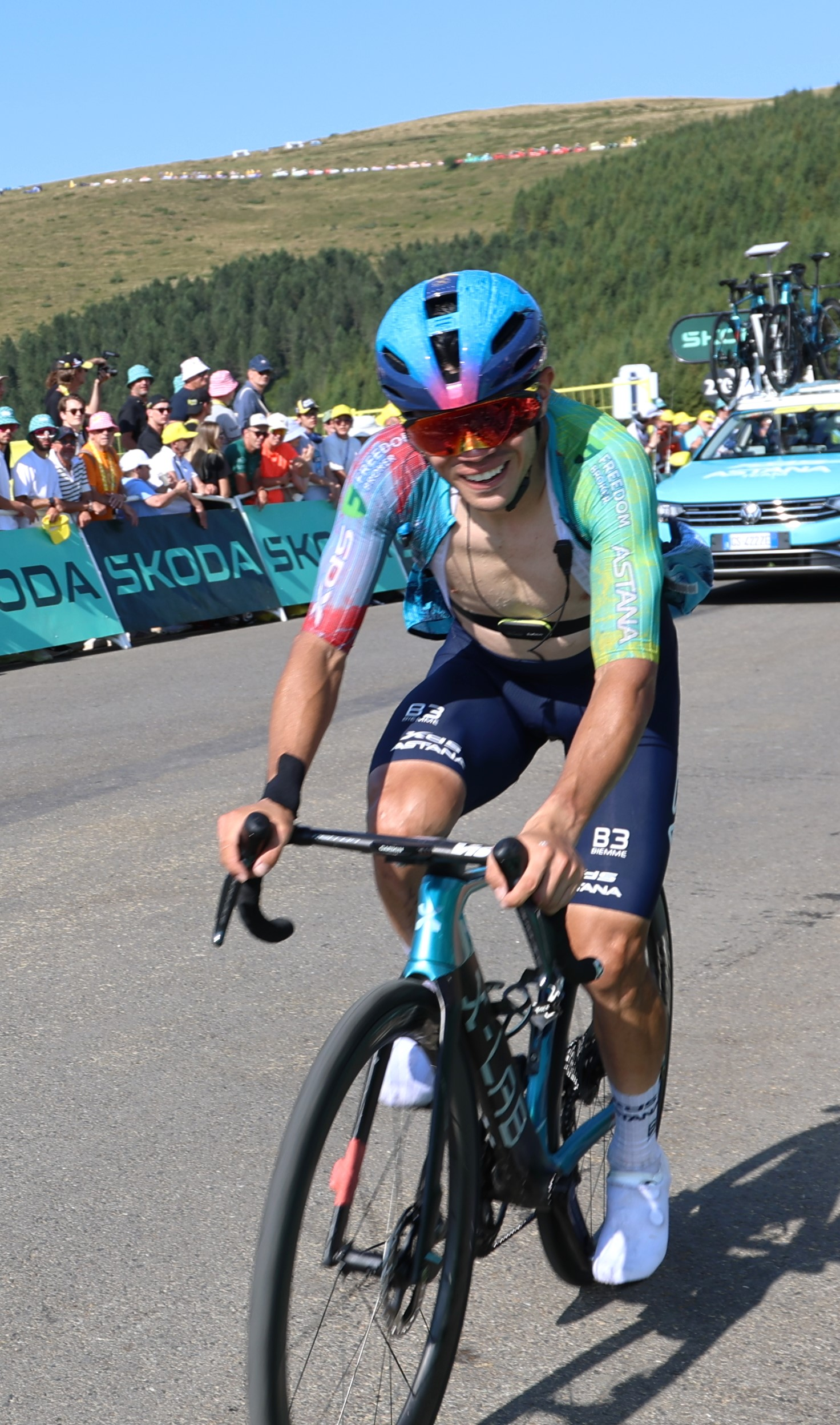
Sergio Higuita.
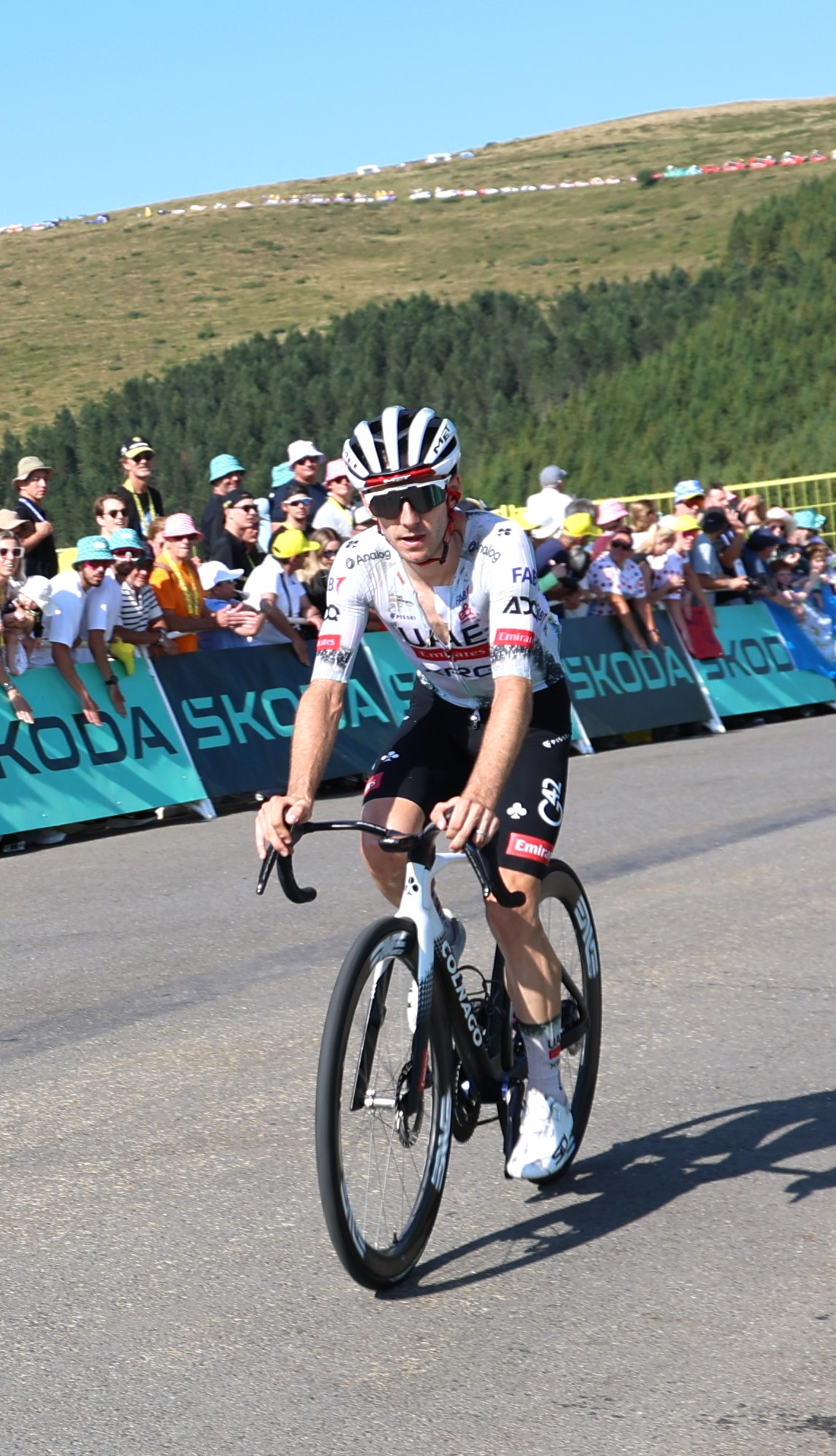
Adam Yates.
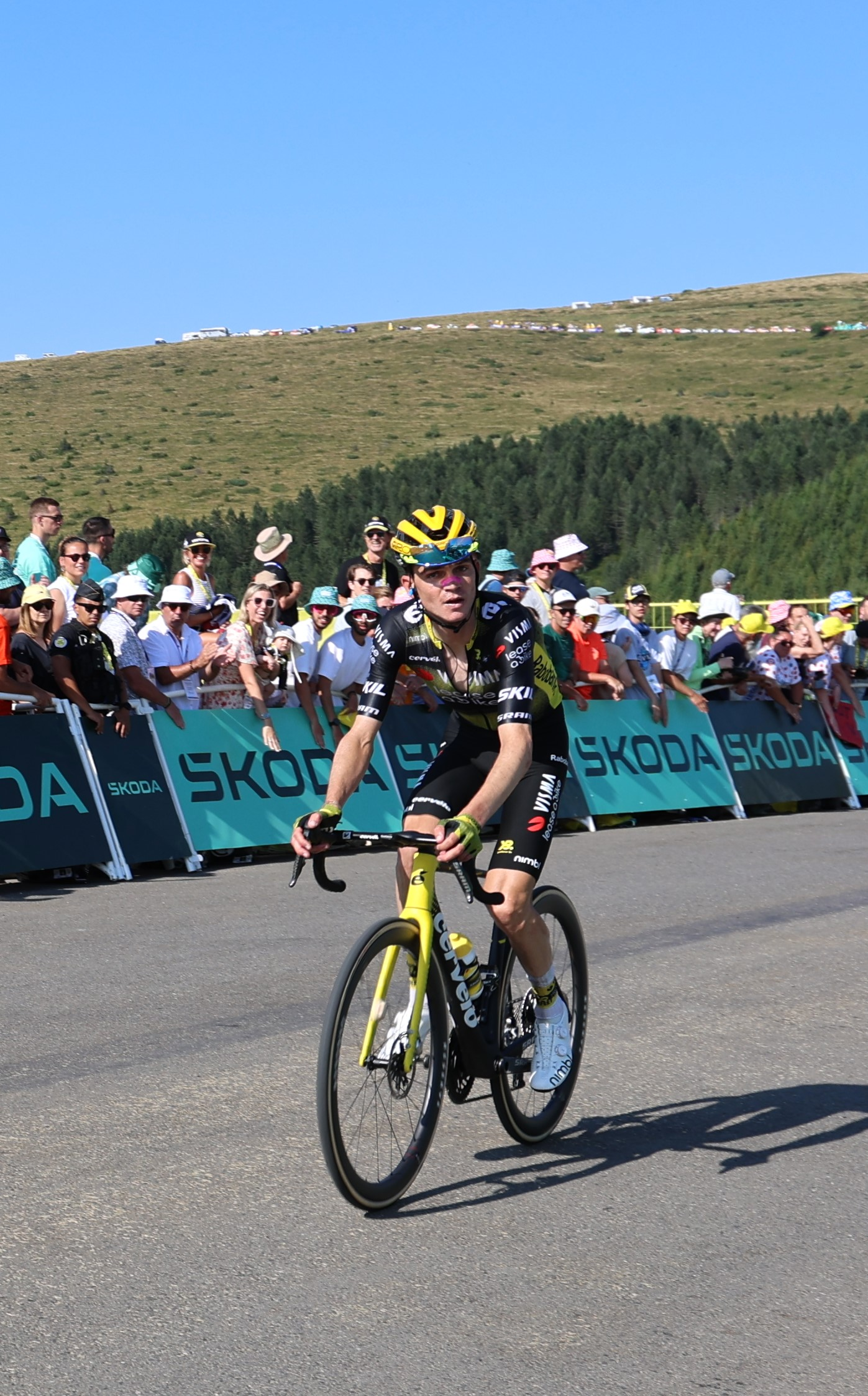
Sepp Kuss.
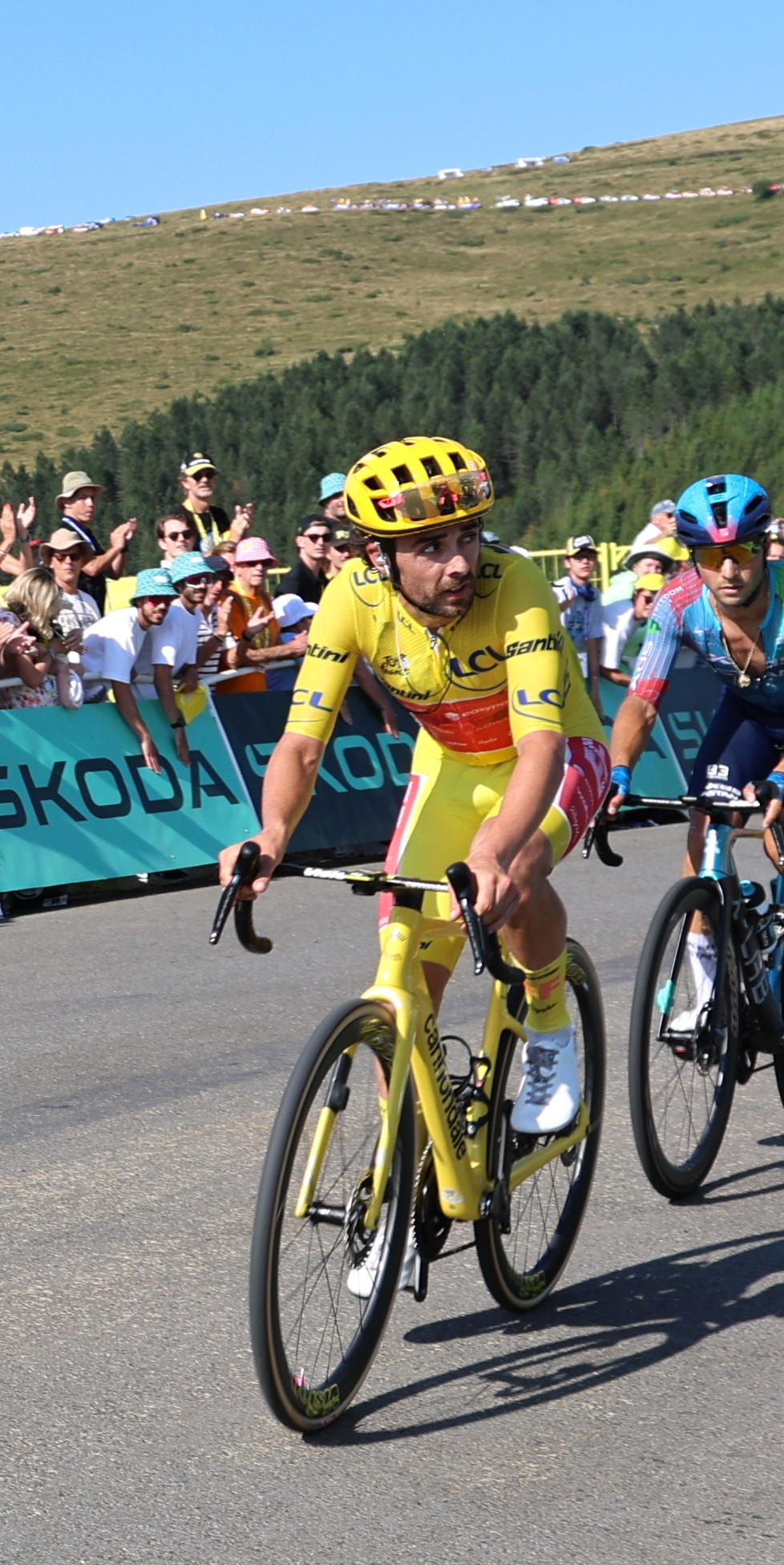
Ben Healy.

Bruno Armirail entame l'ascension finale d'Hautacam (13,5 km à 7,9 %) seul en tête. Guillaume Martin-Guyonnet (Groupama-FDJ) et Simon Yates (Visma-Lease a Bike) sont distancés du groupe des favoris dès le début de la montée. À la suite de l'accélération de Tadej Pogačar, lancé par son coéquipier Jhonatan Narváez, Jonas Vingegaard ne peut suivre le Slovène et décroche. Bruno Armirail est vite rejoint et dépassé par les deux favoris, tandis que Primož Roglič (Red Bull-Bora-Hansgrohe), qui se trouve dans un groupe de quatre coureurs qui s'était formé derrière les deux premiers, est en difficulté. À 10 kilomètres de l'arrivée, Pogačar compte 10 secondes d'avance sur Vingegaard ; à 1 kilomètre du sommet, le Slovène devance le Danois de 2 minutes. Pogačar s'impose au sommet de la montée d'Hautacam et reprend le maillot jaune à Ben Healy. Vingegaard termine deuxième de l'étape à 2 minutes et 10 secondes et l'Allemand Florian Lipowitz, auteur d'une belle fin de course, prend la troisième place à 2 minutes et 23 secondes.

## Résultats
Cette section présente les résultats et prix obtenus au cours de l'étape.

Podium de Hautacam.
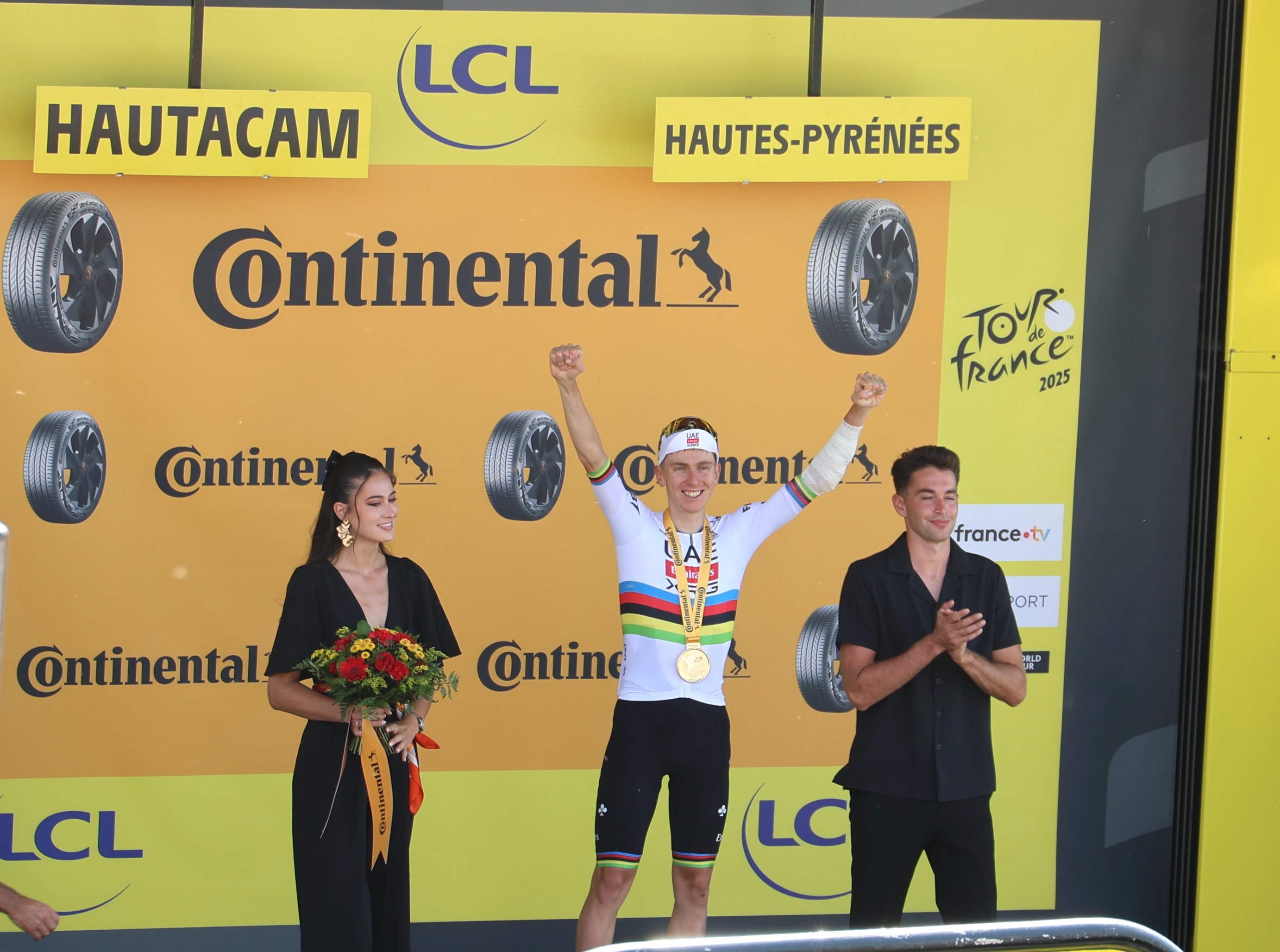
Vainqueur d’étape.
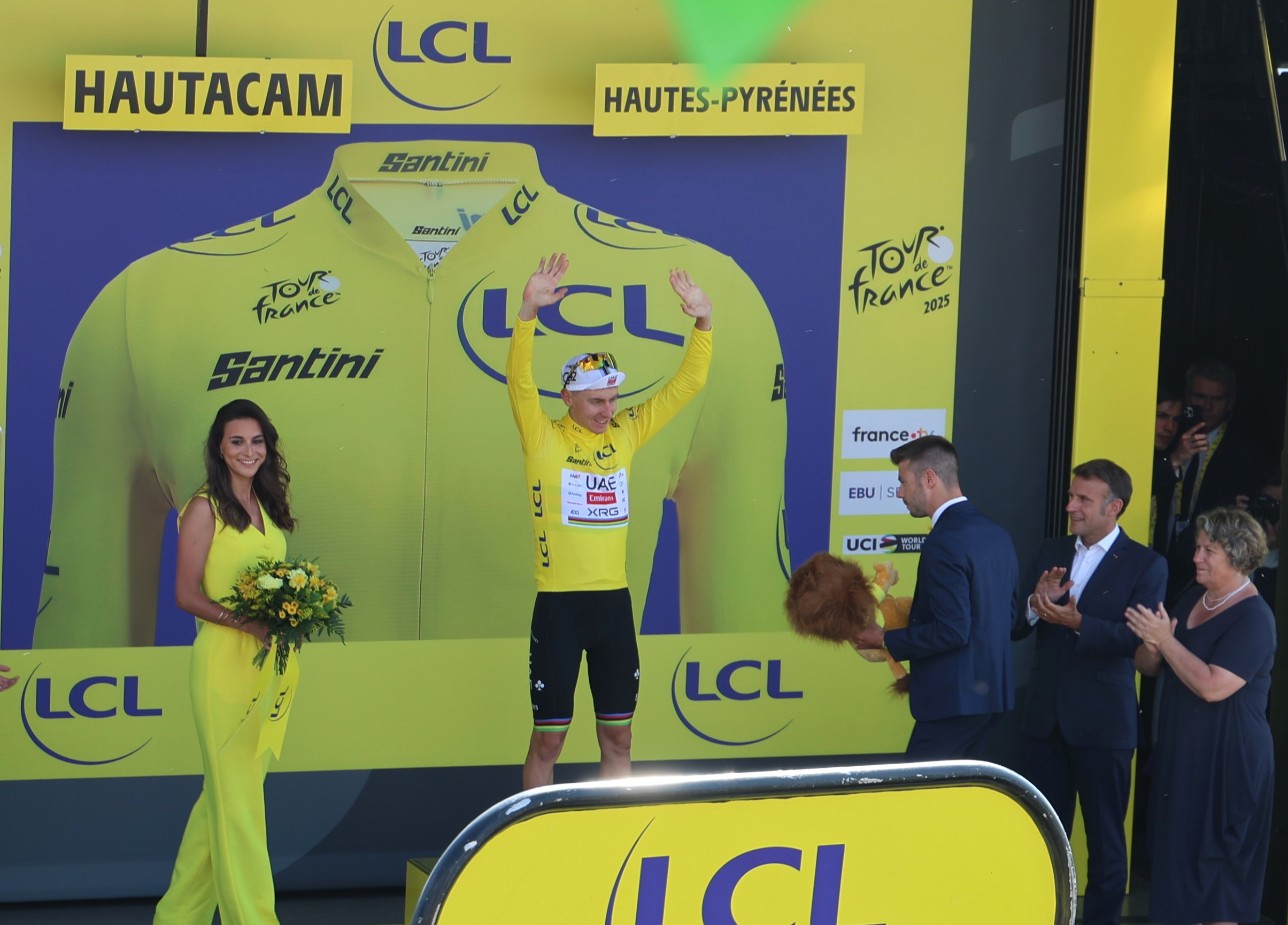
Maillot jaune.
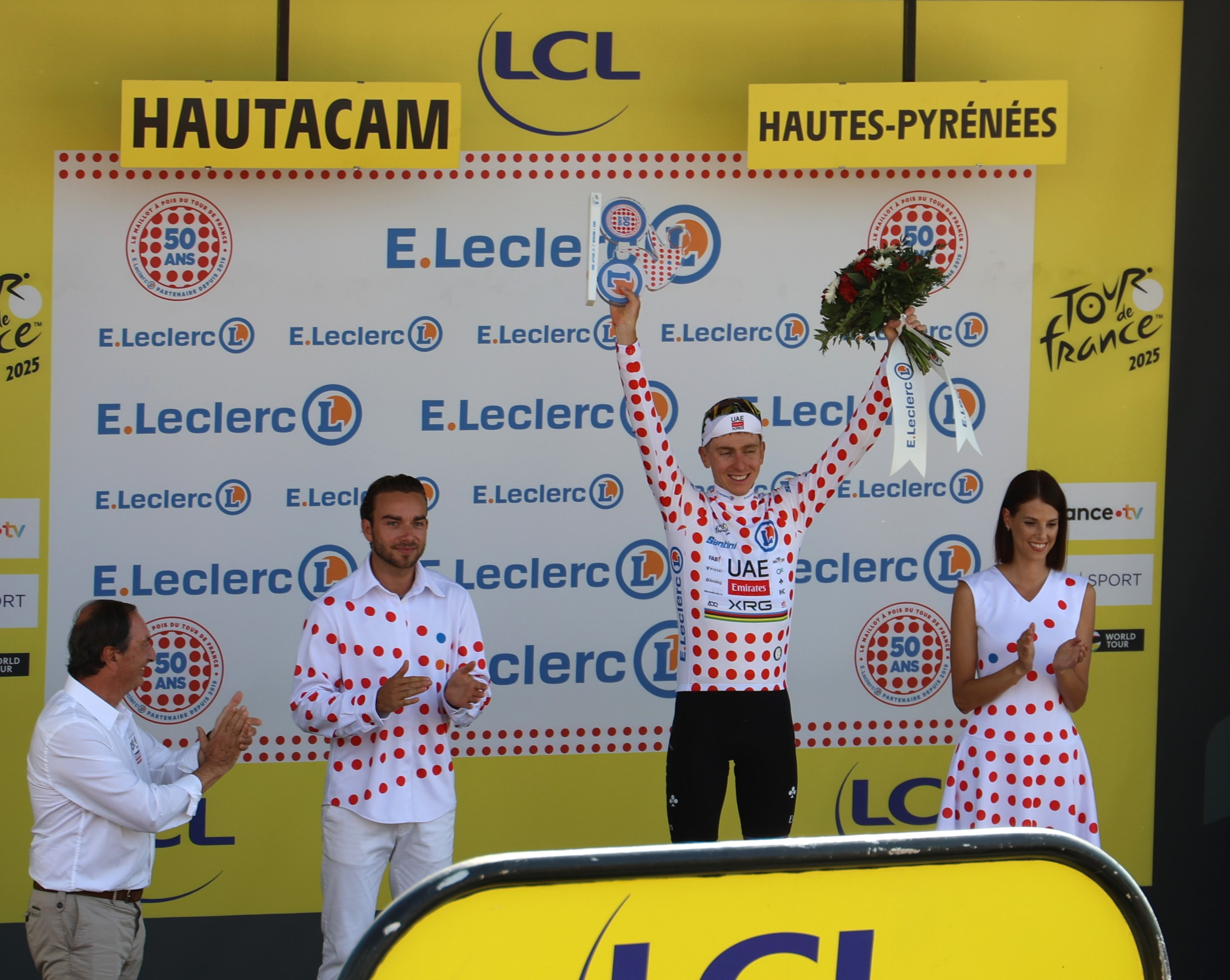
Maillot à pois.
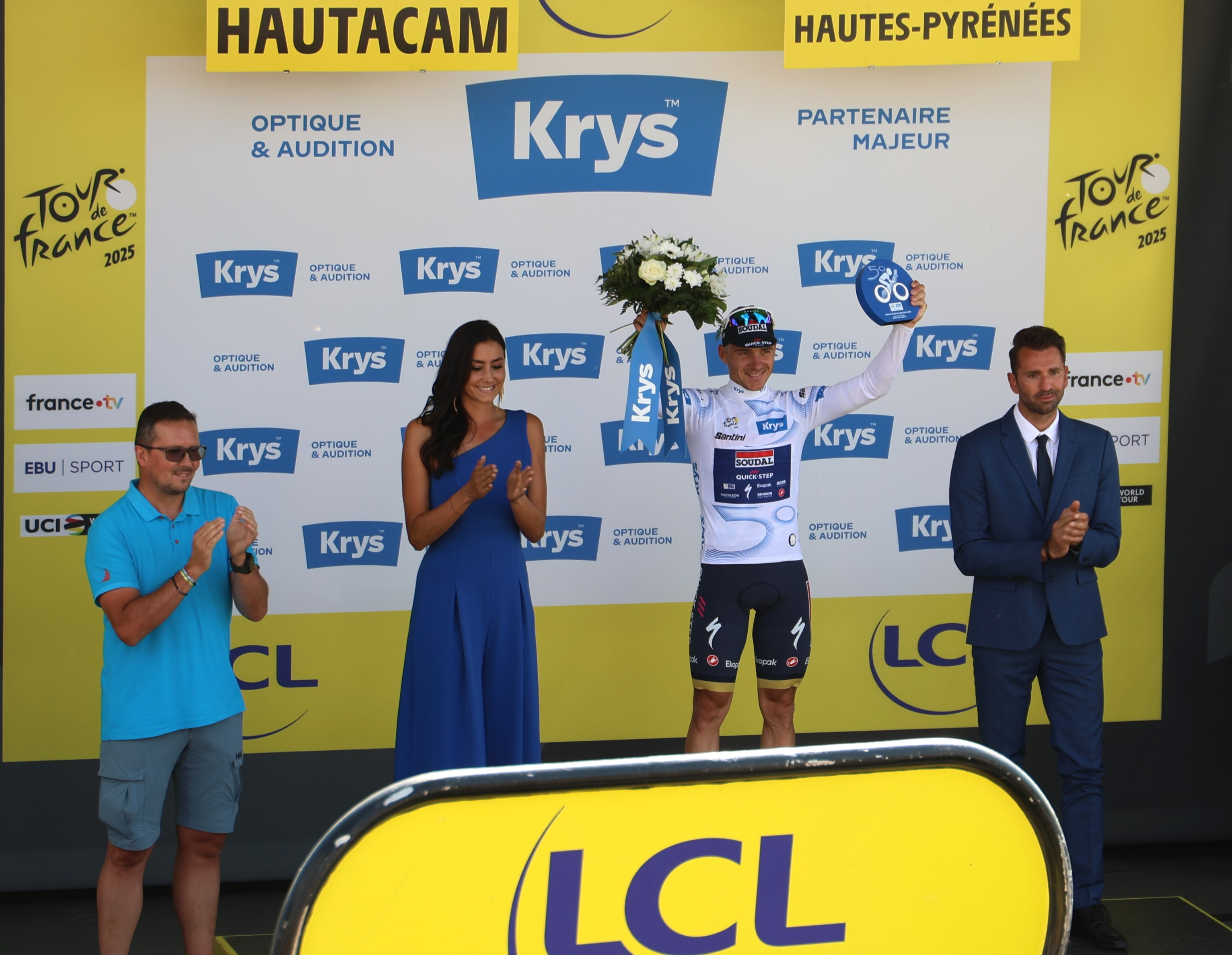
Maillot blanc.
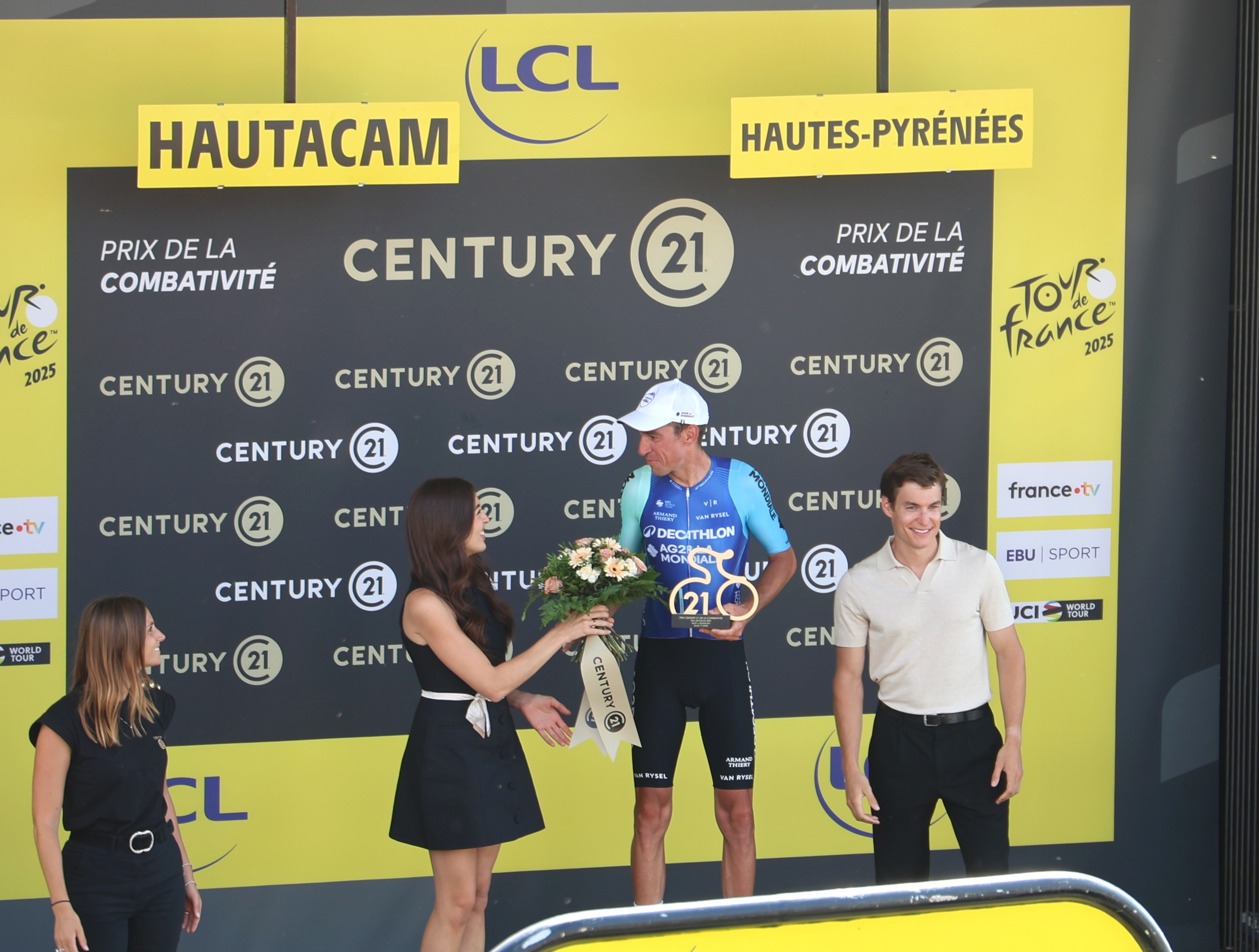
Prix de la combativité.

### Classement de l'étape
| Classement de la 12e étape | Classement de la 12e étape | Classement de la 12e étape | Classement de la 12e étape | Classement de la 12e étape |
|                            | Coureur                    | Pays                       | Équipe                     | Temps                      |
| -------------------------- | -------------------------- | -------------------------- | -------------------------- | -------------------------- |
| 1er                        | Tadej Pogačar              | Slovénie                   | UAE Emirates XRG           | en 4 h 21 min 19 s         |
| 2e                         | Jonas Vingegaard           | Danemark                   | Visma-Lease a Bike         | + 2 min 10 s               |
| 3e                         | Florian Lipowitz           | Allemagne                  | Red Bull-Bora-Hansgrohe    | + 2 min 23 s               |
| 4e                         | Tobias Johannessen         | Norvège                    | Uno-X Mobility             | + 3 min 0 s                |
| 5e                         | Oscar Onley                | Royaume-Uni                | Picnic-PostNL              | + 3 min 0 s                |
| 6e                         | Kévin Vauquelin            | France                     | Arkéa-B&B Hotels           | + 3 min 33 s               |
| 7e                         | Remco Evenepoel            | Belgique                   | Soudal Quick-Step          | + 3 min 35 s               |
| 8e                         | Felix Gall                 | Autriche                   | Decathlon-AG2R La Mondiale | + 4 min 2 s                |
| 9e                         | Primož Roglič              | Slovénie                   | Red Bull-Bora-Hansgrohe    | + 4 min 8 s                |
| 10e                        | Cristian Rodríguez         | Espagne                    | Arkéa-B&B Hotels           | + 7 min 26 s               |
| modifier                   |                            |                            |                            |                            |

### Bonifications en temps
|   | Coureur          | Pays      | Équipe                  | Bonifications |
| - | ---------------- | --------- | ----------------------- | ------------- |
| 1 | Tadej Pogačar    | Slovénie  | UAE Emirates XRG        | 10 s          |
| 2 | Jonas Vingegaard | Danemark  | Visma-Lease a Bike      | 6 s           |
| 3 | Florian Lipowitz | Allemagne | Red Bull-Bora-Hansgrohe | 4 s           |

| Coureur      | Pays   | Équipe        | Pénalité |
| ------------ | ------ | ------------- | -------- |
| Jordan Jegat | France | TotalEnergies | 10 s     |

### Points attribués
| Sprint intermédiaire Bénéjacq (km 95,1) | Sprint intermédiaire Bénéjacq (km 95,1) | Sprint intermédiaire Bénéjacq (km 95,1) | Sprint intermédiaire Bénéjacq (km 95,1) | Sprint intermédiaire Bénéjacq (km 95,1) |
| --------------------------------------- | --------------------------------------- | --------------------------------------- | --------------------------------------- | --------------------------------------- |
|                                         | Coureur                                 | Pays                                    | Équipe                                  | Point(s)                                |
| 1er                                     | Laurenz Rex                             | Belgique                                | Intermarché-Wanty                       | 20                                      |
| 2e                                      | Mathieu van der Poel                    | Pays-Bas                                | Alpecin-Deceuninck                      | 17                                      |
| 3e                                      | Thibau Nys                              | Belgique                                | Lidl-Trek                               | 15                                      |
| 4e                                      | Stian Edvardsen-Fredheim                | Norvège                                 | Uno-X Mobility                          | 13                                      |
| 5e                                      | Simone Velasco                          | Italie                                  | XDS Astana                              | 11                                      |
| 6e                                      | Anthony Turgis                          | France                                  | TotalEnergies                           | 10                                      |
| 7e                                      | Edward Theuns                           | Belgique                                | Lidl-Trek                               | 9                                       |
| 8e                                      | Laurence Pithie                         | Nouvelle-Zélande                        | Red Bull-Bora-Hansgrohe                 | 8                                       |
| 9e                                      | Matteo Trentin                          | Italie                                  | Tudor                                   | 7                                       |
| 10e                                     | Tobias Foss                             | Norvège                                 | Ineos Grenadiers                        | 6                                       |
| 11e                                     | Tiesj Benoot                            | Belgique                                | Visma-Lease a Bike                      | 5                                       |
| 12e                                     | Alexey Lutsenko                         | Kazakhstan                              | Israel-Premier Tech                     | 4                                       |
| 13e                                     | Harold Tejada                           | Colombie                                | XDS Astana                              | 3                                       |
| 14e                                     | Tim Wellens                             | Belgique                                | UAE Emirates XRG                        | 2                                       |
| 15e                                     | Thomas Gachignard                       | France                                  | TotalEnergies                           | 1                                       |
| modifier                                |                                         |                                         |                                         |                                         |

| Arrivée d'étape Hautacam (km 180,6) | Arrivée d'étape Hautacam (km 180,6) | Arrivée d'étape Hautacam (km 180,6) | Arrivée d'étape Hautacam (km 180,6) | Arrivée d'étape Hautacam (km 180,6) |
| ----------------------------------- | ----------------------------------- | ----------------------------------- | ----------------------------------- | ----------------------------------- |
|                                     | Coureur                             | Pays                                | Équipe                              | Point(s)                            |
| 1er                                 | Tadej Pogačar                       | Slovénie                            | UAE Emirates XRG                    | 20                                  |
| 2e                                  | Jonas Vingegaard                    | Danemark                            | Visma-Lease a Bike                  | 17                                  |
| 3e                                  | Florian Lipowitz                    | Allemagne                           | Red Bull-Bora-Hansgrohe             | 15                                  |
| 4e                                  | Tobias Johannessen                  | Norvège                             | Uno-X Mobility                      | 13                                  |
| 5e                                  | Oscar Onley                         | Royaume-Uni                         | Picnic-PostNL                       | 11                                  |
| 6e                                  | Kévin Vauquelin                     | France                              | Arkéa-B&B Hotels                    | 10                                  |
| 7e                                  | Remco Evenepoel                     | Belgique                            | Soudal Quick-Step                   | 9                                   |
| 8e                                  | Felix Gall                          | Autriche                            | Decathlon-AG2R La Mondiale          | 8                                   |
| 9e                                  | Primož Roglič                       | Slovénie                            | Red Bull-Bora-Hansgrohe             | 7                                   |
| 10e                                 | Cristian Rodríguez                  | Espagne                             | Arkéa-B&B Hotels                    | 6                                   |
| 11e                                 | Einer Rubio Reyes                   | Colombie                            | Movistar                            | 5                                   |
| 12e                                 | Raúl García Pierna                  | Espagne                             | Arkéa-B&B Hotels                    | 4                                   |
| 13e                                 | Guillaume Martin-Guyonnet           | France                              | Groupama-FDJ                        | 3                                   |
| 14e                                 | Sergio Higuita                      | Colombie                            | XDS Astana                          | 2                                   |
| 15e                                 | Matteo Jorgenson                    | États-Unis                          | Visma-Lease a Bike                  | 1                                   |
| modifier                            |                                     |                                     |                                     |                                     |

| Coureur      | Pays   | Équipe        | Pénalité |
| ------------ | ------ | ------------- | -------- |
| Jordan Jegat | France | TotalEnergies | 4 points |

### Cols et côtes
| Côte de Labatmale (km 91,4) 4e catégorie (1,3 km à 6,3 %) | Côte de Labatmale (km 91,4) 4e catégorie (1,3 km à 6,3 %) | Côte de Labatmale (km 91,4) 4e catégorie (1,3 km à 6,3 %) | Côte de Labatmale (km 91,4) 4e catégorie (1,3 km à 6,3 %) | Côte de Labatmale (km 91,4) 4e catégorie (1,3 km à 6,3 %) |
| --------------------------------------------------------- | --------------------------------------------------------- | --------------------------------------------------------- | --------------------------------------------------------- | --------------------------------------------------------- |
|                                                           | Coureur                                                   | Pays                                                      | Équipe                                                    | Point(s)                                                  |
| 1er                                                       | Fred Wright                                               | Royaume-Uni                                               | Bahrain Victorious                                        | 1                                                         |
| modifier                                                  |                                                           |                                                           |                                                           |                                                           |

| Col du Soulor (km 134,1) 1re catégorie (11,8 km à 7,3 %) | Col du Soulor (km 134,1) 1re catégorie (11,8 km à 7,3 %) | Col du Soulor (km 134,1) 1re catégorie (11,8 km à 7,3 %) | Col du Soulor (km 134,1) 1re catégorie (11,8 km à 7,3 %) | Col du Soulor (km 134,1) 1re catégorie (11,8 km à 7,3 %) |
| -------------------------------------------------------- | -------------------------------------------------------- | -------------------------------------------------------- | -------------------------------------------------------- | -------------------------------------------------------- |
|                                                          | Coureur                                                  | Pays                                                     | Équipe                                                   | Point(s)                                                 |
| 1er                                                      | Michael Woods                                            | Canada                                                   | Israel-Premier Tech                                      | 10                                                       |
| 2e                                                       | Mattias Skjelmose                                        | Danemark                                                 | Lidl-Trek                                                | 8                                                        |
| 3e                                                       | Bruno Armirail                                           | France                                                   | Decathlon-AG2R La Mondiale                               | 6                                                        |
| 4e                                                       | Michael Storer                                           | Australie                                                | Tudor                                                    | 4                                                        |
| 5e                                                       | Einer Rubio Reyes                                        | Colombie                                                 | Movistar                                                 | 2                                                        |
| 6e                                                       | Aurélien Paret-Peintre                                   | France                                                   | Decathlon-AG2R La Mondiale                               | 1                                                        |
| modifier                                                 |                                                          |                                                          |                                                          |                                                          |

| Col des Bordères (km 145,7) 2e catégorie (3,1 km à 7,7 %) | Col des Bordères (km 145,7) 2e catégorie (3,1 km à 7,7 %) | Col des Bordères (km 145,7) 2e catégorie (3,1 km à 7,7 %) | Col des Bordères (km 145,7) 2e catégorie (3,1 km à 7,7 %) | Col des Bordères (km 145,7) 2e catégorie (3,1 km à 7,7 %) |
| --------------------------------------------------------- | --------------------------------------------------------- | --------------------------------------------------------- | --------------------------------------------------------- | --------------------------------------------------------- |
|                                                           | Coureur                                                   | Pays                                                      | Équipe                                                    | Point(s)                                                  |
| 1er                                                       | Bruno Armirail                                            | France                                                    | Decathlon-AG2R La Mondiale                                | 5                                                         |
| 2e                                                        | Mattias Skjelmose                                         | Danemark                                                  | Lidl-Trek                                                 | 3                                                         |
| 3e                                                        | Michael Storer                                            | Australie                                                 | Tudor                                                     | 2                                                         |
| 4e                                                        | Michael Woods                                             | Canada                                                    | Israel-Premier Tech                                       | 1                                                         |
| modifier                                                  |                                                           |                                                           |                                                           |                                                           |

| Hautacam (km 180,6) Hors catégorie (13,5 km à 7,8 %) | Hautacam (km 180,6) Hors catégorie (13,5 km à 7,8 %) | Hautacam (km 180,6) Hors catégorie (13,5 km à 7,8 %) | Hautacam (km 180,6) Hors catégorie (13,5 km à 7,8 %) | Hautacam (km 180,6) Hors catégorie (13,5 km à 7,8 %) |
| ---------------------------------------------------- | ---------------------------------------------------- | ---------------------------------------------------- | ---------------------------------------------------- | ---------------------------------------------------- |
|                                                      | Coureur                                              | Pays                                                 | Équipe                                               | Point(s)                                             |
| 1er                                                  | Tadej Pogačar                                        | Slovénie                                             | UAE Emirates XRG                                     | 20                                                   |
| 2e                                                   | Jonas Vingegaard                                     | Danemark                                             | Visma-Lease a Bike                                   | 15                                                   |
| 3e                                                   | Florian Lipowitz                                     | Allemagne                                            | Red Bull-Bora-Hansgrohe                              | 12                                                   |
| 4e                                                   | Tobias Johannessen                                   | Norvège                                              | Uno-X Mobility                                       | 10                                                   |
| 5e                                                   | Oscar Onley                                          | Royaume-Uni                                          | Picnic-PostNL                                        | 8                                                    |
| 6e                                                   | Kévin Vauquelin                                      | France                                               | Arkéa-B&B Hotels                                     | 6                                                    |
| 7e                                                   | Remco Evenepoel                                      | Belgique                                             | Soudal Quick-Step                                    | 4                                                    |
| 8e                                                   | Felix Gall                                           | Autriche                                             | Decathlon-AG2R La Mondiale                           | 2                                                    |
| modifier                                             |                                                      |                                                      |                                                      |                                                      |

### Prix de la combativité
- Bruno Armirail (Decathlon-AG2R La Mondiale)

## Classements à l'issue de l'étape
Cette section présente le classement général et les différents classements annexes à l'issue de l'étape.

### Classement général
| Classement général | Classement général | Classement général | Classement général         | Classement général  |
|                    | Coureur            | Pays               | Équipe                     | Temps               |
| ------------------ | ------------------ | ------------------ | -------------------------- | ------------------- |
| 1er                | Tadej Pogačar      | Slovénie           | UAE Emirates XRG           | en 45 h 22 min 51 s |
| 2e                 | Jonas Vingegaard   | Danemark           | Visma-Lease a Bike         | + 3 min 31 s        |
| 3e                 | Remco Evenepoel    | Belgique           | Soudal Quick-Step          | + 4 min 45 s        |
| 4e                 | Florian Lipowitz   | Allemagne          | Red Bull-Bora-Hansgrohe    | + 5 min 34 s        |
| 5e                 | Kévin Vauquelin    | France             | Arkéa-B&B Hotels           | + 5 min 40 s        |
| 6e                 | Oscar Onley        | Royaume-Uni        | Picnic-PostNL              | + 6 min 5 s         |
| 7e                 | Primož Roglič      | Slovénie           | Red Bull-Bora-Hansgrohe    | + 7 min 30 s        |
| 8e                 | Tobias Johannessen | Norvège            | Uno-X Mobility             | + 7 min 44 s        |
| 9e                 | Felix Gall         | Autriche           | Decathlon-AG2R La Mondiale | + 9 min 21 s        |
| 10e                | Matteo Jorgenson   | États-Unis         | Visma-Lease a Bike         | + 12 min 12 s       |
| modifier           |                    |                    |                            |                     |

| Classement par points | Classement par points | Classement par points | Classement par points | Classement par points |
| --------------------- | --------------------- | --------------------- | --------------------- | --------------------- |
|                       | Coureur               | Pays                  | Équipe                | Point(s)              |
| 1er                   | Jonathan Milan        | Italie                | Lidl-Trek             | 231 points            |
| 2e                    | Tadej Pogačar         | Slovénie              | UAE Emirates XRG      | 183 pts               |
| 3e                    | Mathieu van der Poel  | Pays-Bas              | Alpecin-Deceuninck    | 173 pts               |
| 4e                    | Biniam Girmay         | Érythrée              | Intermarché-Wanty     | 154 pts               |
| 5e                    | Tim Merlier           | Belgique              | Soudal Quick-Step     | 150 pts               |
| 6e                    | Anthony Turgis        | France                | TotalEnergies         | 117 pts               |
| 7e                    | Jonas Vingegaard      | Danemark              | Visma-Lease a Bike    | 103 pts               |
| 8e                    | Jonas Abrahamsen      | Norvège               | Uno-X Mobility        | 90 pts                |
| 9e                    | Quinn Simmons         | États-Unis            | Lidl-Trek             | 82 pts                |
| 10e                   | Arnaud De Lie         | Belgique              | Lotto                 | 75 pts                |
| modifier              |                       |                       |                       |                       |

| Classement du meilleur grimpeur | Classement du meilleur grimpeur | Classement du meilleur grimpeur | Classement du meilleur grimpeur | Classement du meilleur grimpeur |
| ------------------------------- | ------------------------------- | ------------------------------- | ------------------------------- | ------------------------------- |
|                                 | Coureur                         | Pays                            | Équipe                          | Point(s)                        |
| 1er                             | Tadej Pogačar                   | Slovénie                        | UAE Emirates XRG                | 27 points                       |
| 2e                              | Lenny Martinez                  | France                          | Bahrain Victorious              | 27 pts                          |
| 3e                              | Michael Woods                   | Canada                          | Israel-Premier Tech             | 22 pts                          |
| 4e                              | Jonas Vingegaard                | Danemark                        | Visma-Lease a Bike              | 19 pts                          |
| 5e                              | Ben Healy                       | Irlande                         | EF Education-EasyPost           | 16 pts                          |
| 6e                              | Bruno Armirail                  | France                          | Decathlon-AG2R La Mondiale      | 15 pts                          |
| 7e                              | Florian Lipowitz                | Allemagne                       | Red Bull-Bora-Hansgrohe         | 12 pts                          |
| 8e                              | Mattias Skjelmose               | Danemark                        | Lidl-Trek                       | 11 pts                          |
| 9e                              | Michael Storer                  | Australie                       | Tudor                           | 10 pts                          |
| 10e                             | Tobias Johannessen              | Norvège                         | Uno-X Mobility                  | 10 pts                          |
| modifier                        |                                 |                                 |                                 |                                 |

| Classement général du meilleur jeune | Classement général du meilleur jeune | Classement général du meilleur jeune | Classement général du meilleur jeune | Classement général du meilleur jeune |
|                                      | Coureur                              | Pays                                 | Équipe                               | Temps                                |
| ------------------------------------ | ------------------------------------ | ------------------------------------ | ------------------------------------ | ------------------------------------ |
| 1er                                  | Remco Evenepoel                      | Belgique                             | Soudal Quick-Step                    | en 45 h 27 min 36 s                  |
| 2e                                   | Florian Lipowitz                     | Allemagne                            | Red Bull-Bora-Hansgrohe              | + 49 s                               |
| 3e                                   | Kévin Vauquelin                      | France                               | Arkéa-B&B Hotels                     | + 55 s                               |
| 4e                                   | Oscar Onley                          | Royaume-Uni                          | Picnic-PostNL                        | + 1 min 20 s                         |
| 5e                                   | Ben Healy                            | Irlande                              | EF Education-EasyPost                | + 8 min 34 s                         |
| 6e                                   | Carlos Rodríguez                     | Espagne                              | Ineos Grenadiers                     | + 13 min 11 s                        |
| 7e                                   | Mattias Skjelmose                    | Danemark                             | Lidl-Trek                            | + 23 min 4 s                         |
| 8e                                   | Romain Grégoire                      | France                               | Groupama-FDJ                         | + 43 min 51 s                        |
| 9e                                   | Joseph Blackmore                     | Royaume-Uni                          | Israel-Premier Tech                  | + 53 min 28 s                        |
| 10e                                  | Alex Baudin                          | France                               | EF Education-EasyPost                | + 56 min 38 s                        |
| modifier                             |                                      |                                      |                                      |                                      |

| Classement par équipes | Classement par équipes     | Classement par équipes | Classement par équipes |
|                        | Équipe                     | Pays                   | Temps                  |
| ---------------------- | -------------------------- | ---------------------- | ---------------------- |
| 1re                    | Visma-Lease a Bike         | Pays-Bas               | en 136 h 32 min 11 s   |
| 2e                     | UAE Emirates XRG           | Émirats arabes unis    | + 17 min 15 s          |
| 3e                     | Arkéa-B&B Hotels           | France                 | + 25 min 8 s           |
| 4e                     | Decathlon-AG2R La Mondiale | France                 | + 33 min 46 s          |
| 5e                     | Red Bull-Bora-Hansgrohe    | Allemagne              | + 34 min 55 s          |
| 6e                     | Groupama-FDJ               | France                 | + 1 h 3 min 13 s       |
| 7e                     | Movistar                   | Espagne                | + 1 h 7 min 15 s       |
| 8e                     | Ineos Grenadiers           | Royaume-Uni            | + 1 h 15 min 16 s      |
| 9e                     | XDS Astana                 | Kazakhstan             | + 1 h 17 min 44 s      |
| 10e                    | TotalEnergies              | France                 | + 1 h 20 min 34 s      |
| modifier               |                            |                        |                        |

## Abandon(s)
Un coureur a abandonné au cours de l'étape : 
- Cees Bol (XDS Astana) : non partant.